# Contea di Minle
La contea di Minle (民乐县S, Mínlè XiànP) è una contea della Cina, situata nella provincia del Gansu.